# Atrophaneura horishana
Atrophaneura horishana là một loài bướm ngày thuộc họ Papilionidae. Loài này phân bố ở Đài Loan.
Sải cánh dài 110–130 mm. Cánh màu đen. Thân có lông đỏ. Có một mảng đỏ trên phía trên của mỗi cánh sau. Viền cánh màu trắng. Ấu trùng ăn loài Aristolochia shimadai và Aristolochia liukiuensis.

## Hình ảnh

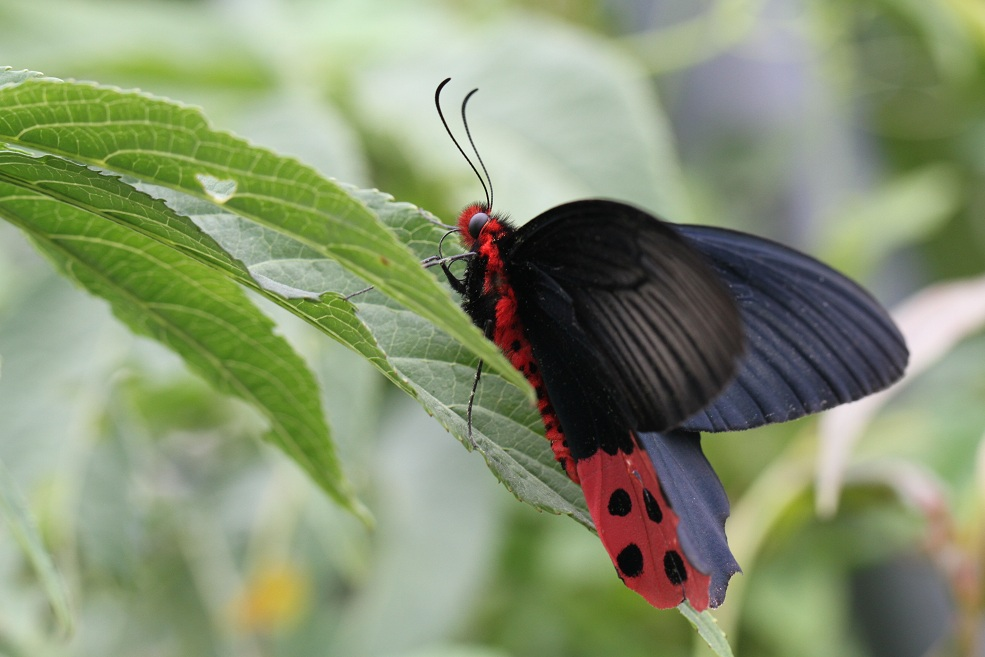
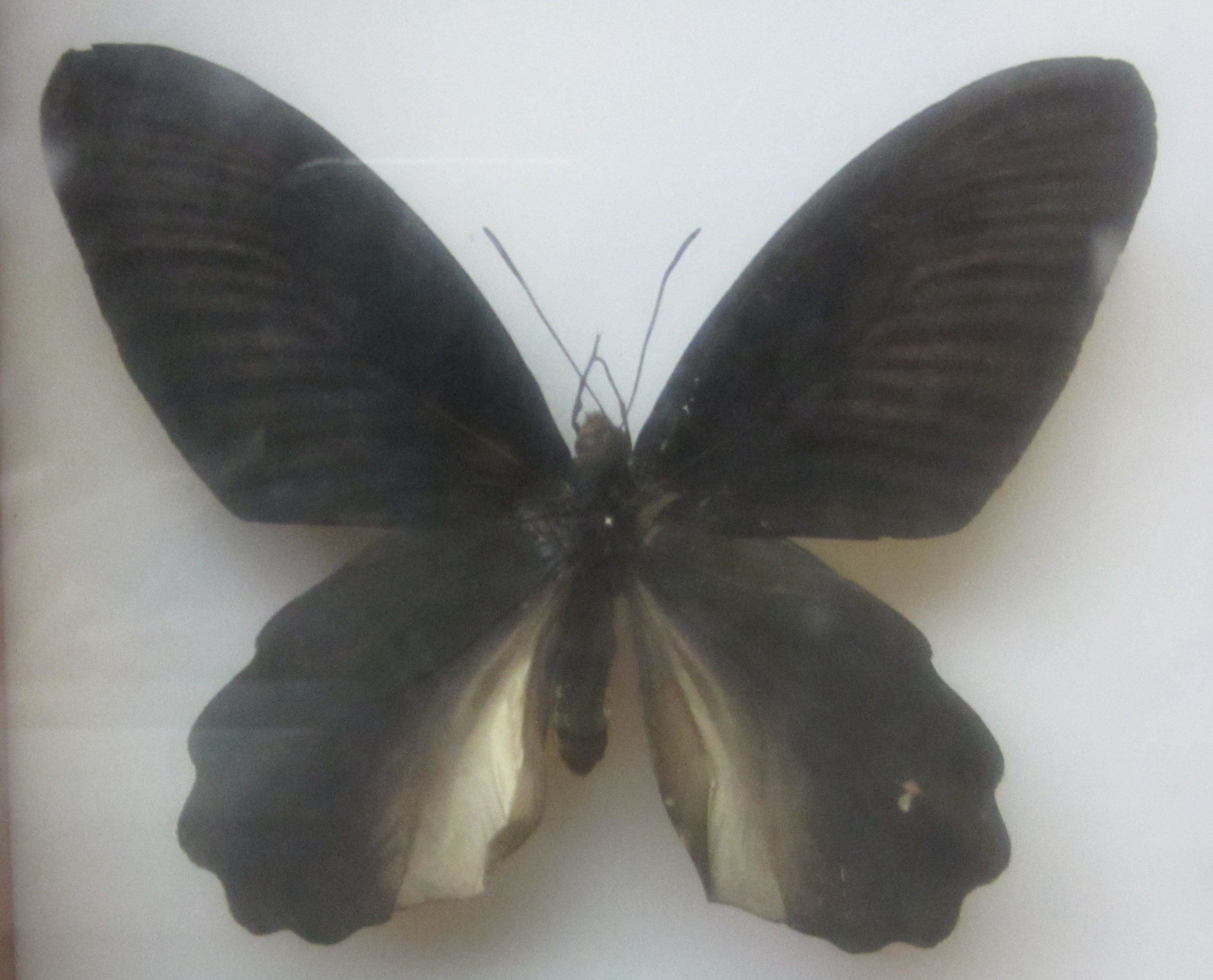